# Badge des forces armées allemandes de la compétence militaire

Le badge se porte au centre de la poche de poitrine gauche (# 11).

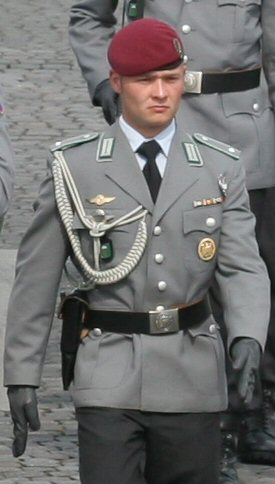
Officier parachutiste allemand portant le badge de niveau or au centre de sa poche de poitrine gauche tel qu'indiqué dans les directives de la Bundeswehr.

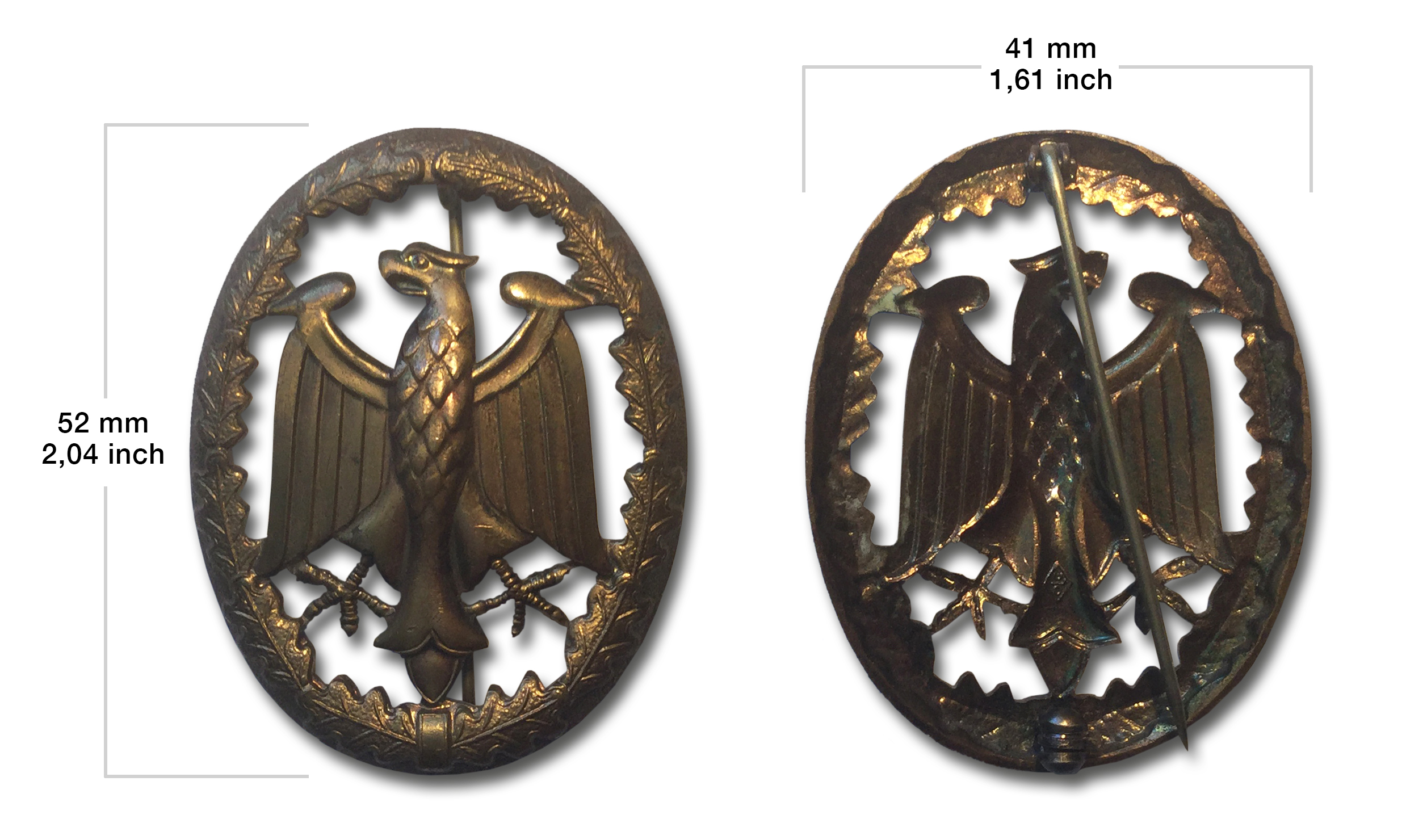
Le badge Bronze (1983).

Le Badge des forces armées allemandes de compétence militaire (allemand : Abzeichen für besondere Leistungen im Truppendienst) est une décoration militaire de la Bundeswehr, les forces armées de la République Fédérale d'Allemagne.  Ce badge est décerné aux membres des forces armées, tous rangs confondus, ayant réussi une série d'épreuves militaires selon un standard préétabli.  Il peut aussi être décerné aux membres de forces armées alliées remplissant les conditions d'obtention, le port de cet insigne demeure toutefois assujetti à la réglementation nationale du titulaire.

## Niveaux de la décoration
- Niveau I = Badge des forces armées allemandes de compétence militaire en bronze (allemand : Stufe I Abzeichen für Leistungen im Truppendienst in Bronze)
- Niveau II = Badge des forces armées allemandes de compétence militaire en argent (allemand : Stufe II Abzeichen für Leistungen im Truppendienst in Silber)
- Niveau III = Badge des forces armées allemandes de compétence militaire en or (allemand : Stufe III Abzeichen für Leistungen im Truppendienst in Gold)

## Critères d'évaluation
Afin de recevoir le badge, les conditions suivantes doivent être remplies :
1. Rapport d'évaluation de l'officier commandant
Le/la candidat(e) doit obtenir un rapport d'évaluation de la part de sa hiérarchie reconnaissant l'excellence de son état physique et de ses standards moraux.  Le but de l'évaluation est de prouver que le/la soldat est à la fois physiquement et moralement apte à recevoir la décoration.
2. Cours de premiers soins
Le/la candidat(e) doit suivre le cours de premiers soins au combat niveau 1 ou son équivalent.
3. Examen NRBC
Le/la candidat(e) doit suivre une formation NRBC et doit démontrer qu'il/elle sait enfiler la combinaison NRBC et porter le masque à gaz.
4. Épreuve de condition physique 90 minutes pour terminer trois épreuves:
a. Sprint de 11 × 10 mètres sous les 60 secondes
| OR      | ARGENT  | BRONZE  |
| ------- | ------- | ------- |
| 35-42 s | 43-48 s | 49-54 s |

b. Bras fléchis corps pendant avec le menton au-dessus de la barre pour un minimum de 5 secondes.
| OR      | ARGENT  | BRONZE  |
| ------- | ------- | ------- |
| 65-86 s | 45-64 s | 25-44 s |

c. Course/sprint de 1 000 mètres en moins de 6 minutes et 30 secondes.
| OR                      | ARGENT                  | BRONZE                  |
| ----------------------- | ----------------------- | ----------------------- |
| 2 min 50 s - 3 min 45 s | 3 min 46 s - 4 min 40 s | 4 min 41 s - 5 min 35 s |

5. Épreuve de tir au pistolet
Tir de six cartouches sur une cible à vingt-cinq mètres, le/la candidat(e) tirant successivement des 3 positions de tir décrites ci-dessous en moins de 6 secondes par position. (Le premier coup est tiré sans armer le marteau.) 
- 2 tir à plat ventre (supporté ou non)
- 2 tir à genoux (sans support)
- 2 tir debout (sans support)
- Une balle minimum par position ans la cible silhouettée.

| OR                     | ARGENT                 | BRONZE                 |
| ---------------------- | ---------------------- | ---------------------- |
| 6 balles dans la cible | 5 balles dans la cible | 4 balles dans la cible |

6. Marche forcée
Marche à pied en uniforme treillis avec bottes et sac à dos de 15 kg (33 lbs).
| OR               | ARGENT         | BRONZE         |
| ---------------- | -------------- | -------------- |
| 12 km en 120 min | 9 km en 90 min | 6 km en 60 min |

Les marins peuvent choisir entre la nage à la marche rapide.  L'épreuve diffère en temps et en distance selon leur groupe d'âge.  L'épreuve débute en uniforme de travail qui doit être enlevé dans l'eau sans toucher le rebord de la piscine.
| Groupes d'âge | Bronze (200 m) | Argent (300 m) | Or (300 m)   |
| ------------- | -------------- | -------------- | ------------ |
| 18–39 ans     | ≤ 8 min        | ≤ 12 min       | ≤ 9 min      |
| 40–44 ans     | ≤ 8 min        | ≤ 12 min       | ≤ 9 min 30 s |
| 45–49 ans     | ≤ 8 min        | ≤ 12 min       | ≤ 10 min     |
| 50–59 ans     | ≤ 8 min        | ≤ 12 min       | ≤ 11 min     |

7. Épreuve en natation
Nage de cent mètres en moins de quatre minutes.
L'épreuve de natation est effectuée en treillis par dessus la tenue de sport (short et T-shirt). Une fois la nage terminée, le temps s'arrête, mais le/la candidat(e) doit enlever son treillis sans toucher le bord de la piscine pour réussir l'épreuve.
- Le résultat de chaque épreuve est comptabilisé dans un tableau, la moyenne finale déterminant le niveau de la décoration.

## Insignes
| Niveau I - Bronze | Niveau II - Argent | Niveau III - Or | Niveau III - Or 5 ans | Niveau III - Or 10 ans | Niveau III - Or 15 ans |
| ----------------- | ------------------ | --------------- | --------------------- | ---------------------- | ---------------------- |
|                   |                    |                 |                       |                        |                        |

L'insigne est métallique, mesure approximativement 55 mm de haut et 43 mm de large et possède une épingle de port à pivot au revers.  Il est composé d'une couronne ovale de feuilles de chêne avec l'aigle allemand en son centre.  Il peut être en or, argent ou bronze. Un carré de 1 cm par 1 cm portant un numéro (par incréments de cinq - 5, 10, 15...) est ajouté au bas quand le badge de niveau 3 (or) est décernée pour plusieurs années à ce même niveau.  Ces années n'ont pas besoin d'êtres consécutives. 
Le ruban du badge est noir avec à son centre, une représentation miniature du badge de la couleur attribuée.  Le ruban est uniquement pour port sur la tenue civile et n'est pas autorisé à être porter sur l'uniforme de la Bundeswehr.

## Insignes pour les réservistes
| Niveau I - Bronze pour réserviste | Niveau II - Argent pour réserviste | Niveau III - Or pour réserviste | Niveau III - Or pour réserviste 10 ans | Niveau III - Or pour réserviste 25 ans |
| --------------------------------- | ---------------------------------- | ------------------------------- | -------------------------------------- | -------------------------------------- |
|                                   |                                    |                                 |                                        |                                        |

Une lettre majuscule «R» est ajoutée au bas du badge de réserviste (allemand : Reservistenleistungsabzeichen).  Les bénéficiaires réservistes du niveau III (or) pour plusieurs années reçoivent un badge avec le "R" à la base et le carré numéroté au haut de l'insigne.

## Critères d'évaluation pour les réservistes
Le badge pour réserviste ne peut être attribué qu'à un membre de la force de réserve.
En plus des critères ci-haut mentionnés, le/la candidat(e) réserviste doit compléter une épreuve de lancer de la grenade et atteindre le pointage suivant:
| Groupes dâge | Bronze    | Argent    | Or        |
| ------------ | --------- | --------- | --------- |
| 18–29 ans    | 64 points | 66 points | 70 points |
| 30–44 ans    | 60 points | 62 points | 65 points |
| 45–59 ans    | 55 points | 58 points | 60 points |
Les lancers sont effectués sur une cible composée d'un centre de deux mètres de diamètre avec un cercle extérieur de quatre mètres de diamètre.  Les lancers sont effectués sur quatre distances, soit à 20, 25, 30 et 35 mètres.  Les points attribués sont basés sur le tableau suivant:
| Distance | Centre de la cible | Cercle externe |
| -------- | ------------------ | -------------- |
| 20 m     | 7 points           | 3 points       |
| 25 m     | 8 points           | 4 points       |
| 30 m     | 9 points           | 5 points       |
| 35 m     | 10 points          | 6 points       |
Le/la réserviste doit parcourir une course à obstacle et a deux options:
1.Une course steeple de 225 mètres avec 11 obstacles dans les temps suivants:
| Groupes dâge | Bronze       | Argent       | Or           |
| ------------ | ------------ | ------------ | ------------ |
| 18–29 ans    | ≤ 2 min      | ≤ 1 min 55 s | ≤ 1 min 50 s |
| 30–44 ans    | ≤ 2 min 15 s | ≤ 2 min 10 s | ≤ 2 min 05 s |
| 45–59 ans    | ≤ 2 min 40 s | ≤ 2 min 35 s | ≤ 2 min 30 s |
2. Une course à obstacles de type militaire de 400 mètres avec 14 obstacles dans un ordre prédéterminé:
- Achoppement
- Barbelés (ramper)
- Poutre
- Clôture
- Tranchée

| Groupes d'âge | Bronze       | Argent       | Or           |
| ------------- | ------------ | ------------ | ------------ |
| 18–29 ans     | ≤ 3 min      | ≤ 2 min 50 s | ≤ 2 min 40 s |
| 30–44 ans     | ≤ 3 min 40 s | ≤ 3 min 30 s | ≤ 3 min 20 s |
| 45–59 ans     | ≤ 4 min 20 s | ≤ 4 min 10 s | ≤ 4 min      |

## Sources
Traduction
- (en) Cet article est partiellement ou en totalité issu de l’article de Wikipédia en anglais intitulé « German Armed Forces Badge for Military Proficiency » (voir la liste des auteurs).

- (de) Cet article est partiellement ou en totalité issu de l’article de Wikipédia en allemand intitulé « Abzeichen für besondere Leistungen im Truppendienst » (voir la liste des auteurs).